# Axel Ockenfels

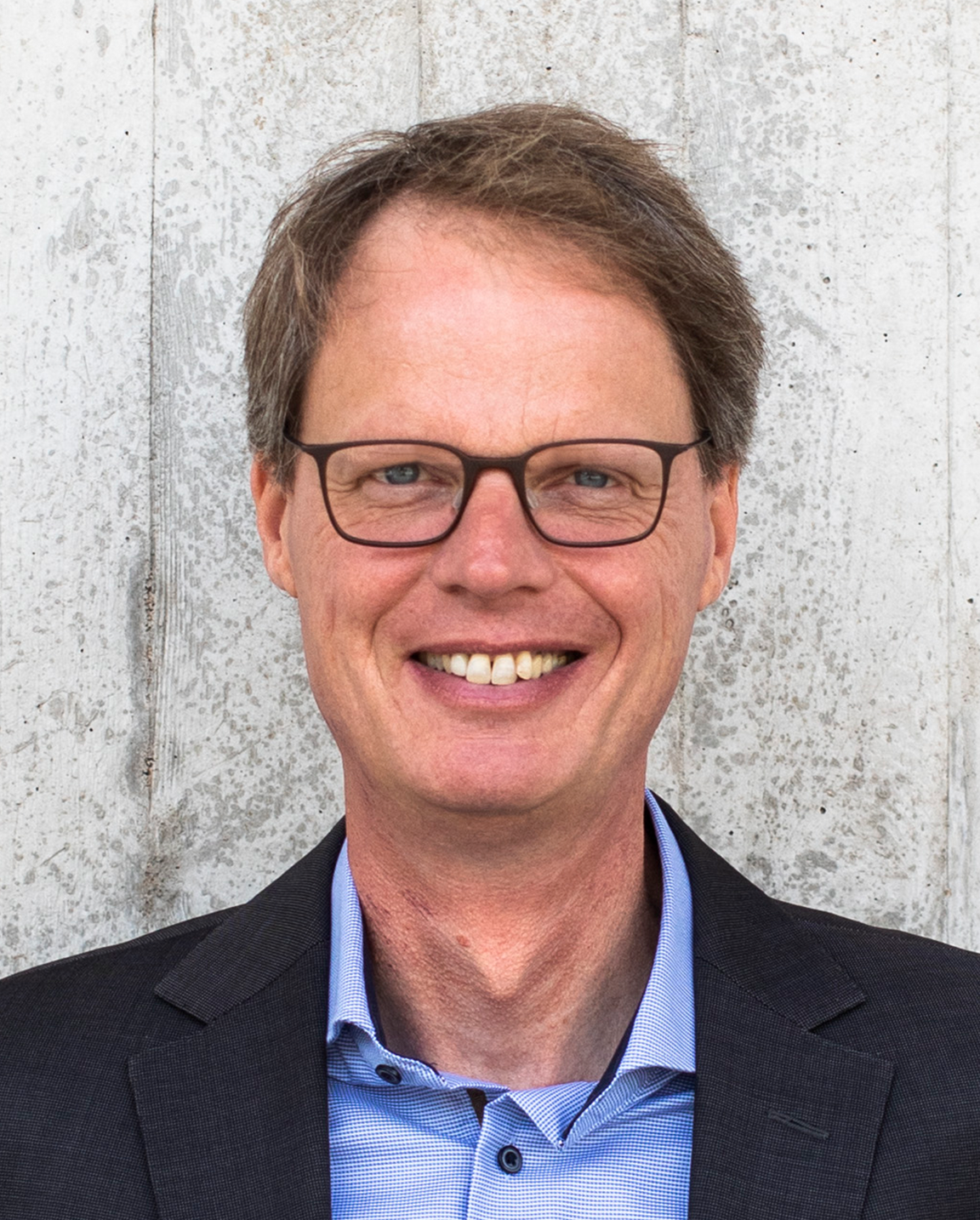
Axel Ockenfels, 2022

Axel Ockenfels (* 9. Februar 1969 in Rheydt) ist ein deutscher Wirtschaftswissenschaftler. Seit 2003 ist er Professor für Wirtschaftswissenschaft an der Universität zu Köln und seit 2023 zudem Direktor am Max-Planck-Institut zur Erforschung von Gemeinschaftsgütern in Bonn. Er ist Gründungsdirektor der Adenauer School of Government.

## Leben
Ockenfels studierte von 1989 bis 1994 Volkswirtschaftslehre an der Rheinischen Friedrich-Wilhelms-Universität Bonn. Seine Diplomarbeit schrieb er beim Nobelpreisträger Reinhard Selten und erhielt hierfür 1997 den Heinz-Sauermann-Preis. 1998 wurde er an der Otto-von-Guericke-Universität Magdeburg promoviert. Seine Doktorarbeit Fairneß, Reziprozität und Eigennutz wurde als beste Dissertation der Jahre 1998/99 mit dem Preis der Economic Science Association ausgezeichnet. In der Folge erhielt er eine Reihe weiterer Auszeichnungen. Von 2001 bis 2007 war er Emmy-Noether-Stipendiat der Deutschen Forschungsgemeinschaft. Nach Auslandsaufenthalten 1996/97 als DAAD-Stipendiat an der Penn State University sowie als Postdoc 1999/2000 an der Harvard University beim späteren Nobelpreisträger Alvin E. Roth habilitierte er sich 2002 an der Universität Magdeburg in Volkswirtschaftslehre.
Bis 2003 arbeitete er als Forschungsgruppenleiter am Max-Planck-Institut zur Erforschung von Wirtschaftssystemen in Jena, im Juli 2003 wurde er an die Universität zu Köln zum Nachfolger von Carl Christian von Weizsäcker als Professor für Wirtschaftswissenschaft berufen. Von 2003 bis 2007 war Ockenfels Direktor des Energiewirtschaftlichen Instituts an der Universität zu Köln. Von 2003 bis 2006 war er Vorsitzender der Gesellschaft für Experimentelle Wirtschaftsforschung. 2004 war er Gründungsdirektor des Kölner Laboratoriums für Wirtschaftsforschung. Seit 2010 ist Ockenfels Mitglied im Wissenschaftlichen Beirat beim Bundesministerium für Wirtschaft und Energie, 2011 bis 2018 war er Sprecher der DFG-Forschergruppe „Design and Behavior – Economic Engineering of Firms and Markets“ und, nach einem Zwischenstopp mit einer Gastprofessur an der Stanford University, leitete er von 2015 bis 2023 das Exzellenzzentrum für Soziales und Ökonomisches Verhalten der Universität zu Köln (University of Cologne Center of Excellence for Social and Economic Behavior, kurz C-SEB). Von 2018 bis 2023 war Ockenfels Department Editor der Zeitschrift Management Science.
Seit 2018 ist er zusammen mit dem Ökonomen Benny Moldovanu Leiter des Forschungsbereichs „Market Design & Behavior“ im Exzellenzcluster ECONtribute. Nach einer Gastprofessur an der University of California, San Diego wurde Ockenfels im August 2023 neben Christoph Engel und Matthias Sutter Direktor am Max-Planck-Institut zur Erforschung von Gemeinschaftsgütern in Bonn.  Im Sommer 2025 ernannte ihn die Universität zu Köln zudem zum Gründungsdirektor der Adenauer School of Government – einer wissenschaftlichen Einrichtung auf den Feldern Governance, Public Policy und Administratives Sciences, die in Partnerschaft mit der Alfred Landecker Foundation gegründet und mit einem Fördervolumen von anfänglich 10 Millionen Euro pro Jahr ausgestattet wurde.

## Wirken
Ockenfels wurde durch seine Forschungen im Bereich der Spieltheorie, der Verhaltensökonomik und des Marktdesign sowie durch Anwendung in Wirtschaft und Politik bekannt.
In der Verhaltenswissenschaft leistete Ockenfels Pionierarbeit bei ökonomischen Modellen zur Fairness und bei experimentellen Studien zu Intentionalität und fairen Prozeduren. Er veröffentlichte eine der ersten experimentellen ökonomischen Studien zur Messung von konditionaler Kooperation und Paternalismus sowie Modelle zu rationalem und beschränkt rationalem Verhalten.
In der Anwendung profitiert Ockenfels' Forschung von der Zusammenarbeit mit Regierungen, Marktplattformen und Unternehmen. Beispiele hierfür sind Ockenfels' frühe Beiträge zur Gestaltung der Auktionsplattform und des Reputationsmechanismus von eBay sowie die Gestaltung verschiedener Märkte und Entscheidungsarchitekturen in den Bereichen Internet, Elektrizität, Klima, Telekommunikation, Finanzen, Transport und anderen Sektoren sowie in Unternehmen. Ein besonderes Interesse gilt der Gestaltung von Märkten in Krisenzeiten. Beispiele sind die Gestaltung von Märkten und Interventionen zur Sicherung der Impfstoffversorgung, zur Vermeidung von Stromausfällen, zur Senkung des Energieverbrauchs in Krisenzeiten, zur Schaffung von Anreizen für Klimaschutzmaßnahmen und zur Erhöhung von Organspenden und anderen lebensrettenden Spenden, zum Beispiel im Rahmen der Nierenkreuzspende.
Ockenfels gilt als einer der führenden deutschen Vertreter einer modernen, empirisch ausgerichteten Volkswirtschaftslehre. In einem Essay über das Selbstverständnis moderner Wirtschaftswissenschaft schrieb Ockenfels im April 2007: „Das Fach ist näher an die Menschen und ihre Probleme gerückt; es gelingt zunehmend, die angeprangerte Lücke zwischen Wissenschaft und „wirklichem Leben“ zu überbrücken. Daten statt Dogmen, auf diesen Nenner könnte man das Leitmotiv der modernen Wirtschaftswissenschaft bringen.“
Ockenfels ist ein Vertreter der sich in der Wirtschaftswissenschaft zunehmend durchsetzenden These, dass sich das Verhalten realer Menschen nur unzureichend mit den Maßstäben des theoretischen wirtschaftswissenschaftlichen Modells Homo oeconomicus darstellen lässt.
Ockenfels befasst sich mit Auswegen aus der Klimakrise und mahnt dabei eine Lösung auf globaler Ebene an. Er spricht sich hierbei für eine CO2-Bepreisung aus. So sagte er einmal: „Weltweit sind sich Ökonomen selten so einig wie bei der Bepreisung von CO2. Es gibt kein besseres und effektiveres Instrument im Kampf gegen den Klimawandel. Doch während traditionell darauf hingewiesen wird, dass ein CO2-Preis den Klimaschutz zu minimalen Kosten erreicht und Innovationen anregt, gibt es sogar einen noch wichtigeren Grund: Ein CO2-Preis erleichtert internationale Koordination und Kooperation.“
Seit Beginn des Rankings 2013 bis zuletzt, 2021, wurde er jedes Jahr in der Rangliste der einflussreichsten Ökonomen in Deutschland der Frankfurter Allgemeine Zeitung geführt.

## Ehrungen und Auszeichnungen
Am 2. März 2005 wurde Ockenfels als erstem Wirtschaftswissenschaftler seit 17 Jahren der Gottfried-Wilhelm-Leibniz-Preis der Deutschen Forschungsgemeinschaft für seine Untersuchungen zur Natur ökonomischer Motivation und Interaktion, sowie für seine Forschungen zum optimalen Design von Auktionsmärkten und anderen ökonomischen und sozialen Institutionen verliehen. In demselben Jahr wurde er von der Wochenzeitschrift Wirtschaftswoche als bester deutscher Nachwuchsökonom gekürt. 2018 wurde er mit dem ERC Advanced Grant des European Research Councils ausgezeichnet. Zu den weiteren Auszeichnungen gehören der Philip-Morris-Forschungspreis (2007), der Gossen-Preis des Vereins für Socialpolitik (2006) sowie der Hans-Kelsen-Preis der Universität zu Köln (2020). 2022 erhielt er den Exeter-Preis für die beste Publikation in Experimental Economics, Behavioural Economics and Decision Theory.

## Mitgliedschaften
Seit 2005 ist er Mitglied der Nordrhein-westfälischen Akademie der Wissenschaften und der Künste und seit 2006 Mitglied der Berlin-Brandenburgischen Akademie der Wissenschaften. Seit 2010 ist Ockenfels Mitglied im Wissenschaftlichen Beirat beim Bundesministerium für Wirtschaft und Energie. 2016 wurde er Mitglied der Europäischen Akademie der Wissenschaften und 2017 wurde er in die Deutsche Akademie der Technikwissenschaften gewählt und 2021 wurde er in die Nationale Akademie der Wissenschaften Leopoldina gewählt. Seit 2022 ist Ockenfels Mitglied in der Ökonomenrunde sowie seit 2023 in der Klima-Ökonomenrunde des Bundeskanzleramts. Seit 2024 ist er Mitglied im Wissenschaftlichen Arbeitskreis für Regulierungsfragen der Bundesnetzagentur.

## Schriften (Auswahl)
- Household reduction of gas consumption in the energy crisis is not explained by individual economic incentives. In: Proceedings of the National Academy of Sciences, 121 (48), (2024) (mit Markus Dertwinkel-Kalt, Christoph Feldhaus und Matthias Sutter) doi:10.1073/pnas.2411740121
- Designing a Kidney Exchange Program in Germany: Simulations and Recommendations. In: Central European Journal of Operations Research (2024) (mit Itai Ashlagi, Ágnes Cseh, David Manlove und William Pettersson) doi:10.1007/s10100-024-00933-0
- Empfehlungen für das Marktdesign zur Befüllung der Gasspeicher. In: Wirtschaftsdienst, 103(2), (2023) 105–111 (mit Vitali Gretschko) doi:10.2478/wd-2023-0032
- What motivates paternalism? An experimental study. In: American Economic Review, 111(3), (2021) 787-830 (mit Sandro Ambuehl und B. Douglas Bernheim). doi:10.1257/aer.20191039
- Market Design, Human Behavior and Management. In: Management Science, 67(9), 5317-5348 (mit Yan Chen, Peter Cramton und John List).
- Marktdesign für eine resiliente Impfstoffproduktion. In: Perspektiven der Wirtschaftspolitik, 22(3), 259-269.
- Borrow Crisis Tactics to Get COVID-19 Supplies to Where They Are Needed. In: Nature, 582(7812), (2020) 334–336. (mit Peter Cramton, Alvin E. Roth und Robert B. Wilson) doi:10.1038/d41586-020-01750-6
- Set Road Charges in Real Time to Ease Traffic. In: Nature, 560(7716), (2018) 23–25 (mit Peter Cramton und R. Richard Geddes) doi:10.1038/d41586-018-05836-0
- Peter Cramton, David J.C. MacKay, Axel Ockenfels, and Steven Stoft (Hrsg.): Global Carbon Pricing: The Path to Climate Cooperation. (2017) MIT Press.
- Policy Brief–Translating the Collective Climate Goal into a Common Commitment. In: Review of Environmental Economics and Policy 11(1), (2017) 165–171. (mit Peter Cramton und Jean Tirole)
- Price Carbon – I will if You Will. In: Nature (Comment), 526, (2015) 315–316 (mit David J. C. MacKay, Peter Cramton und Steve Stoft) doi:10.1038/526315a
- Focusing Climate Negotiations on a Uniform Common Commitment can Promote Cooperation. In: Proceedings of the National Academy of Sciences, 118 (11) (mit Klaus M. Schmidt).
- Similarity increases altruistic punishment in humans. In: Proceedings of the National Academy of Sciences, 110(48), 19318-19323 (mit Thomas Mussweiler).
- Behavioral economic engineering. In: Journal of Economic Psychology, Band 33(3), (6/2012), Seite 665–676 (mit Gary E. Bolton).
- Bonus Payments and Reference Point Violations. In: Management Science, 61(7), 1496–1513 (mit Dirk Sliwka und Peter Werner).
- Capacity Market Fundamentals. In: Economics of Energy & Environmental Policy, 2(2), (2013) 27-46, (mit Peter Cramton und Steven Stoft) doi:10.5547/2160-5890.2.2.2
- Similarity increases altruistic punishment in humans. In: Proceedings of the National Academy of Sciences (PNAS), Volume 110, (2013), Seite 19318–19323 (mit Thomas Mussweiler)
- Engineering Trust - Reciprocity in the Production of Reputation Information. In: Management Science, Band 59, (2012) Seite 265–285 (mit Gary E. Bolton und Ben Greiner) doi:10.1287/mnsc.1120.1609
- Trust in everyday life. In: Journal of Personality and Social Psychology, 121(1), 95 (mit A. Weiss, C. Michels, P. Burgmer, T. Mussweiler und W. Hofmann).
- Managers and Students as Newsvendors. In: Management Science, Band 58(12), (2012), Seite 2225–2233 (mit Gary E. Bolton und Ulrich Thonemann).
- The Method of Agencies Coalition Formation in Experimental Games. In: Proceedings of the National Academy of Sciences (PNAS), Band 109/50, (2012), Seite 20358–20363 (mit John F. Nash, Rosemarie Nagel und Reinhard Selten).
- Fair Procedures: Evidence from Games Involving Lotteries. In: The Economic Journal, 115(506), (2005) 1054-1076 (mit Gary E. Bolton, und Jordi Brandts) https://doi.org/10.1111/j.1468-0297.2005.01032.x
- How Effective are Electronic Reputation Mechanisms? An Experimental Investigation. In: Management Science, Band 50(11), (2004), Seite 1587–1602 (mit Gary E. Bolton und Elena Katok).
- Last-Minute Bidding and the Rules for Ending Second-Price Auctions: Evidence from eBay and Amazon Auctions on the Internet. In: American Economic Review, Band 92 (4/2002), Seite 1093–1103 (mit Alvin E. Roth).
- ERC – A Theory of Equity, Reciprocity and Competition. In: American Economic Review, Band 90, (1/2000), Seite 166–193 (mit Gary E Bolton). doi.org/10.1257/aer.90.1.166
- Fairness, Reziprozität und Eigennutz: Ökonomische Theorie und experimentelle Evidenz. Dissertation 1999. Fakultät für Wirtschaftswissenschaft, Magdeburg. Die Einheit der Gesellschaftswissenschaften, 108. Tübingen: Mohr Siebeck ISBN 3-16-147205-5.
- An experimental solidarity game. In: Journal of Economic Behavior & Organization, 34(4), 517-539 (1998) (mit Reinhard Selten) https://doi.org/10.1016/S0167-2681(97)00107-8